# Dżanna

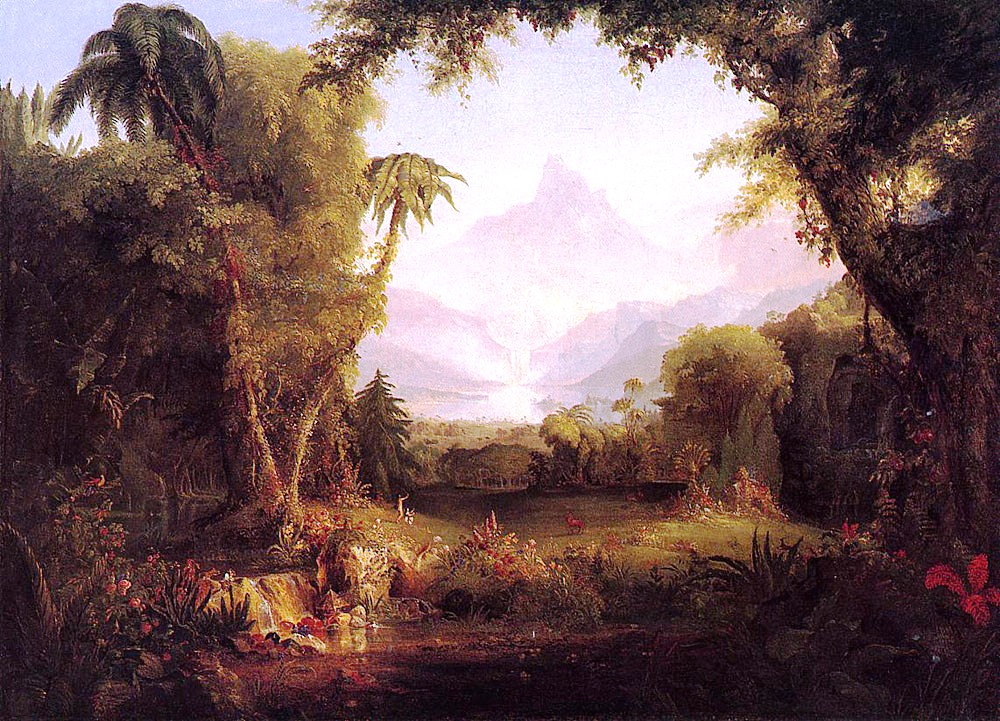
Wyobrażenie raju

Dżanna (arab. جنة, dosł. „ogród”) – w islamie termin odnoszący się do raju. Według Koranu dostanie się tam po śmierci jest nagrodą za dobre czyny i wiarę. Koran szczegółowo opisuje warunki zbawienia. Są nimi wiara w Boga (5:69), modlitwa (5:12) i dobre czyny (4:124).
Koran definiuje raj jako „wieczny dom” (29:64), „dom pokoju” (10:25), „ogród rozkoszy” (5:65) i „zgromadzenie prawych” (54:55). Szczegóły życia wiecznego opisują hadisy. Opiekunem Dżanny jest anioł Ridwan. Odległość między dwiema bramami raju jest równa odległości z Mekki do Basry. W raju są domy z pereł i drzewa o pniach ze złota. Mieszkańcy raju nigdy nie śpią – Mahomet powiedział, że sen jest siostrą śmierci. Na mężczyzn czekają w raju doskonałe małżonki – hurysy. Kobiety zostaną z mężami, których miały na Ziemi. Kobietom niezamężnym Allah da męża, z którego będą zadowolone.